# Филон Александрийски
Филон Александрийски (на гръцки: Φίλων) е елинистически египетски философ и учен.
Роден е в Александрия във видно еврейско семейство с римско гражданство. Филон критикува буквалната интерпретация на Библията и се опитва да съчетае гръцката и еврейската философия, с което оказва влияние върху някои от християнските Отци на Църквата.
Племенникът на Филон – Тиберий Юлий Александър се отказва от юдаизма, след което става префект на Юдея, а по-късно прокуратор на Египет. Тиберий е един от римските генерали, потушили Голямото еврейско въстание срещу Рим.
Основни моменти в неговата философия са: дуалистичното противопоставяне на Бога и света, на крайното и безкрайното; Бог като единствено действащо начало; божественият разум, присъщ на света; произхождащите от Бога и разлити по света сили; борбата като движещ принцип; теорията за мъртвата, инертна несъществуваща материя; светът, който няма нито начало, нито край; божествената съзидателна дейност и самият акт на творението извън пределите на времето; символиката на числата; тялото като източник на всяко зло; душата като божествена еманация.